# Virgile Rossel
Virgile Rossel (19 de Março de 1858, Tramelan - 29 de Maio de 1933, Lausanne) foi um jurista, historiador, poeta, romancista, juiz, professor, e político Suíço.

## Estudos e Formação
Virgile Rossel, filho de Julien Rossel e Elise Vuilleumier, foi aparentemente descendente de emigrantes franceses. Sua mãe morreu quando ele tinha 5 anos de idade. Seguiu à escola em Tramelan, e em seguida, em Bümpliz (atual distrito de Berna) já com 12 anos de idade. Ele entrou em 1871 (direto ao segundo grau) na Ecole cantonale de Porrentruy, onde teve como professor o escritor Robert Caze. Se formou em literatura em agosto de 1876. No mesmo ano, iniciou os estudos universitários em filologia antiga e moderna, e em seguida, sob a insistência de seu pai, em direito. Ele estudou em Leipzig, Berna e Estrasburgo. Após o seu doutorado em direito, obtido em Berna, em 1879, ele escreveu uma tese sobre os tratados de extradição da Suíça. Em seguida, ele frequentou por alguns meses a faculdade de direito de Paris, antes de começar um estágio em Delémont, no escritório do Monsieur Bailat.

## Como Jurista e Juiz
Ele passou no exame de ordem em 1881, e praticou a advocacia em Courtelary. Paralelamente, começou a trabalhar como cronista para o jornal le Démocrate. Em 1883, abandonou o direito para dar aulas e foi nomeado professor de direito civil na Universidade de Berna, e professor de direito Francês, em 1886. Foi o reitor da Universidade de Berna em duas ocasiões (1894-1895 e 1907-1908). Sua carreira na faculdade o obrigou a reduzir temporariamente a sua produção literária.
Em 27 de Setembro de 1883, casou-se com Hortense Houriet, filha de Henri Houriet, quem ele havia conhecido em Courtelary. Tiveram 7 filhos, incluindo Jean, que sucedeu a seu pai no Tribunal federal, e André, juiz cantonal em Lausanne, de 1953 a 1963.
Entre os grandes problemas políticos da suíça na segunda metade do século XIX estava a codificação do direito em geral, e do direito civil, em particular. A revogação de 25 códigos civil cantonais, todos diferentes uns dos outros através de seus conceitos, suas instituições de direito de família, direitos reais, e a sua substituição por uma obra de caráter Suíço e com base na estrutura liberal do Estado - tal era a grande tarefa política da época. Virgile Rossel trabalhou com Eugene Huber (encarregado pelo Conselho Federal para elaborar o novo código) para a composição e a tradução do Código Civil Suíço e do Código de obrigações. Aprovada pelo parlamento federal em 1907, o Código civil suíço entrou em vigor em 1912.
Crenças liberais, Virgile Rossel concorda na política: é língua francesa secretário da assembleia Constituinte, em berna, a partir de 1883 a 1884. A partir de março de 1896 a março, de 1912, é um dos representantes radicais no Conselho nacional, que preside, em 1910. Eleito juiz do Tribunal federal de Lausanne, é a sede de 1912 a 1932 e se tornou presidente de 1929 a 1930. Ele fala o discurso do cinquentenário do supremo Tribunal federal, em 1925.

## Publicações
Em paralelo à sua profissão, ele gostava de escrever: poesia, romances, peças, história e críticas literárias - é autor de várias coleções de poesia, de quinze romances, das biografias de Louis Ruchonnet e de Eugène Rambert, cinco peças de teatro e várias obras de história literária. Ele escreveu entre os anos de 1889 e 1891 sua obra monumental História Literária da Suiça Romana ,em dois volumes, coroada pela Academia francesa e reformulada em 1903. Ele foi nomeado em 1909 doutor honoris causa pela Universidade de Genebra. Escreveu vários artigos no Jornal Le Démocrate, do qual foi colunista, na Gazette de Lausanne e na Nouvelle Revue , bem como em várias revistas jurídicas, políticas, e literárias. Além disso, ele é o autor de Davel, um poema dramático em 5 atos no Teatro municipal, exibido em 1898 por ocasião do centenário da independência da região de vaud.
Em 1929, o município de Tramelan lhe ergueu um monumento, obra do escultor de Delémont Joseph Kaiser.
Após uma doença duradoura, ele morreu no dia 29 de Maio de 1933 em sua casa em Lausanne. Ele está enterrado no cemitério de Bois-de-Vaux.

## Obras
- Histoire littéraire de la Suisse romande des origines à nos jours, Genève 1889-1891, 2 vol. (rééd. Neuchâtel 1903; Lausanne 1990)
- Histoire du Jura bernois, Genève 1914
- Le Roi des paysans, Lausanne, 1915
- Sorbeval, roman jurassien, Lausanne 1925
- Ce que femme veut..., roman féministe, Neuchâtel, 1931.
- Anne Sentéri : Roman. Mœurs romanches, 1908
- Au cœur de la vie : Vers - Sonnets et poèmes - Petite et grande patrie, Lausanne, 1935
- Blanche Leu et autres nouvelles bernoises, Lausanne, 1913
- Le chemin qui monte : Pièce morale en deux actes, La Neuveville, 1895
- Clément Rochard : Roman de mœurs politiques suisses. La Chaux-de-Fonds, 1903
- Cœurs simples : Roman de mœurs suisses. Genève, 1894
- La course au Bonheur : Roman, Lausanne, 1923
- Davel : Poème dramatique en cinq actes, Lausanne, 1898
- Démétrius : Drame en vers: un prologue, quatre actes, six tableaux, Zurich, 1912
- La démocratie et son évolution. Berne, 1905
- Les deux Forces : Roman, Lausanne 1905
- Eugène Rambert : Sa vie, son temps et son œuvre. Lausanne, 1917
- Le flambeau : Roman, Lausanne, 1920
- Le grand jour : Roman. Lausanne, 1929
- Histoire de la litterature française hors de France, Lausanne, 1895
- Histoire des relations littéraires entre la France et l'Allemagne, Genève, 1970, réédition
- Histoire littéraire de la Suisse romande des origines à nos jours, Neuchâtel, 1903
- Jours difficiles : Roman de mœurs suisses, Genève, 1896
- Là-haut sur la Montagne ... : Poèmes alpestres, Lausanne, 1921
- Louis Ruchonnet : Sa vie, son esprit, son œuvre, Lausanne, 1893
- Un magistrat républicain : le conseiller fédéral Schenk. Delémont, 1909
- Le Maître : Roman, Lausanne, 1906
- Une mère : Épisode de la guerre anglo-transvaalienne. Drame en un acte en vers. Lausanne, 1901
- Morgarten : Drame en quatre actes en vers, Lausanne, 1905
- Le peuple Roi ou Grandeur et misères de la démocratie, Lausanne, 1933
- Robert Caze : notes et souvenirs, Porrentruy, 1983, réédition
- Le roman d'un Neutre, Lausanne, 1918
- La seconde Jeunesse : Journal d'un Poète. Lausanne, 1888
- La vaudoise : Pièce en trois actes. Lausanne, 1907
- Poèmes suisses, Lausanne, 1893